# フォード・エスコートWRC

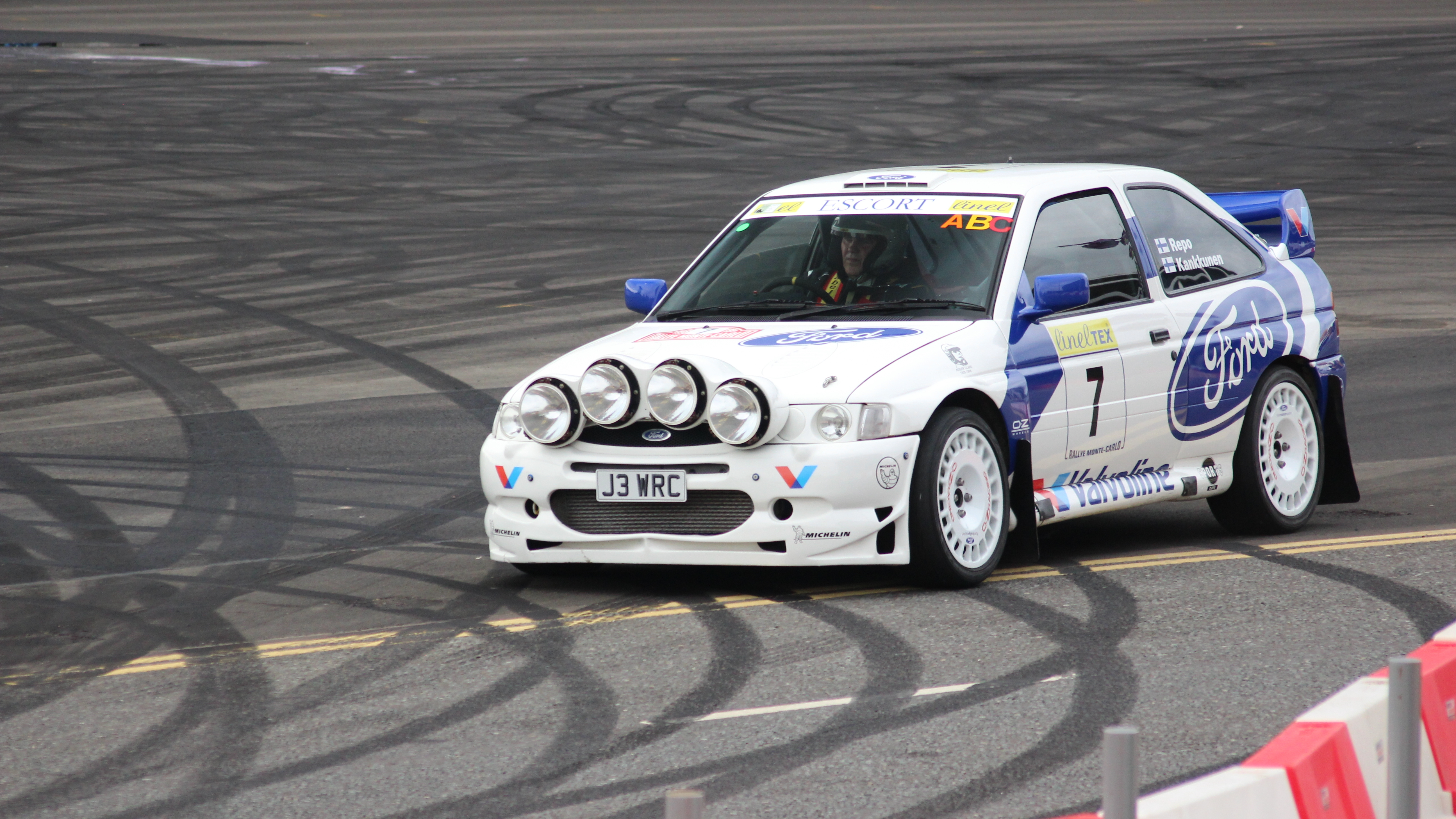

エスコートWRC（Escort World Rallycar）は、世界ラリー選手権（WRC）に出場するためにフォードが製作した競技専用車（ワールドラリーカー）である。

## 概要
国際自動車連盟 (FIA) が1997年から導入するワールドラリーカー規定では、ベース車両の条件は「年間2万5,000台生産されている量産車」とされた。しかし開発にかける時間と予算の関係で、フォードはグループA時代の5000台程度の生産でしかも生産が終了しているフォード・エスコート・RSコスワースをベースにしたワールドラリーカーの製作許可を打診。FIAは2年以内に新規に正式なワールドラリーカーを開発、投入することを条件として特別に許可した。
イギリスにあるフォード社内チームのフォード・モータースポーツ（通称：ボアハム）のチーフエンジニア、フィリップ・ドゥナビンによって1996年に開発が始められた。その後、1997年のWRC参戦に向け、ワークスチーム運営を元ワークステストドライバーのマルコム・ウィルソンが率いるMスポーツに委託するとフォード本社が決定したことを受け、新たに元三菱のマーク・アンブラーがチーフエンジニアに就任し、開発を引き継いだ。

## 車体構造

### ボディ
車幅はベースのエスコート・コスワースがWRカー規定一杯の1770mmに近かった1734mmだったため、ホイールアーチのアールを大きくとったフロントフェンダーを除いて、ボディパネルはほぼエスコート・コスワースのものを流用したが、グループAエスコートのトレードマークだった二段式リアウイングは一段式に変更されている。フロントスポイラーは規定改正で大型インタークーラー搭載が可能になったことにより新たにデザインされている。これらの空力パーツは、アメリカのインディーカーを始め、F3000やF3カーのデザインに実績があるイギリスのレイナードの案を基にドイツのケルンにあるヨーロッパ・フォードの風洞施設テストによって最終決定され、それらのパーツを装着したモックアップが1996年WRC最終戦カタルニア前日のプレスカンファレンスで初公開された。

### エンジン
エンジンは、1987年のシエラ・コスワースよりWRCで使われてきたコスワースYBTユニットを縦置きに搭載。当初、主な変更点は、ピークパワー重視のこれまでのギャレット・エアリサーチ製のT03/04型大径ターボから、より低中速域でのレスポンスとトルクアップを狙い、IHI（旧：石川島播磨重工業）製の小径ボールベアリングターボチャージャーに変更されている。また、ウォーターインジョクションも装備し、300馬力の出力に対し、最大トルクは50キロ近くまで向上した。
1997年シーズンが始まると、イギリスのマウンチューン社が手がけたエンジンはライバルに対してパワー不足が露呈し、打開策としてTTEでセリカ用のターボエンジン開発で実績のあるノベルト・クライヤーにチューニングを委託した。しかし、パワーは出たものの、テスト半日でエンジンブローしたため、やむなくMスポーツは再びマウンチューン社のエンジンで1997年シーズンを戦った。翌1998年は、トム・ウォーキンショー率いるTWRがエンジンチューンを担当している。

### ギアボックス
ギアボックスは1997年の前中盤戦までグループA時代のFFD製MS95型6段ギアを使用したが、新型シーケンシャルギアボックスのテスト結果が良かったため、当初の予定を前倒して1997年WRC中盤戦ニュージーランドからイギリスXtrac製（ギアはFFD製）6段シーケンシャルギアボックスが投入された。

### サスペンション
グループA時代から最も変更されたのは足回りで、弱点だったリアサスペンションは、これまでのセミトレーリングアーム式サスペンションから、WRカー規定で変更が許されるマクファーソン・ストラットとなった。1996年シーズンオフのテストでは、エースのカルロス・サインツからフロントサスとのマッチング不足を指摘され、1997年中盤のテストによりこの問題は解消されてトラクションと走破性は向上した。

### その他
駆動系はフロント、センターが電子制御の油圧式のアクティブ・ディファレンシャル。リアは機械式を採用。
マフラーはワールドラリーカー規定に合致した触媒内蔵サイド出しタイプを採用していたが、1997年WRC前半戦カタルニアで、路面との接触で開いた裂け目から漏れた排気ガスの熱により、プロペラシャフトを破損させたことから、次戦から後方排気に改められるとともに、プロペラシャフトもアルミ製からスチール製に変更された（製品はオーストリアのパンクル社）。
その他の改良点は、1997年ニュージーランドから投入されたエボリューションモデルの計器板が通常のアナログ式からデジタル式へ。ロールケージは1997年中盤のフィンランドから、1993年のグループA以来のXゲージタイプながらより軽量化されたものに変更され、1998年前半戦のツール・ド・コルスでは、現在のラリーマシンでは一般的なローンチコントロールシステムも投入された。

## WRCでの成果

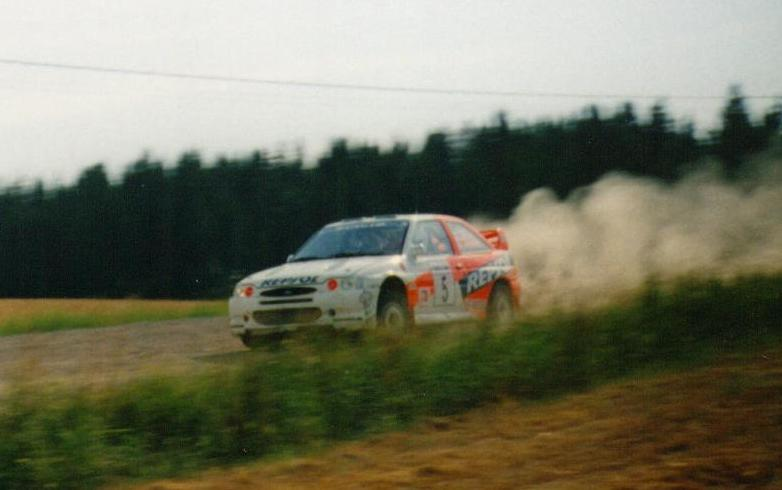
サインツが乗るエスコートWRC（1997WRCフィンランド）

デビューは1997年のモンテカルロ。1996年オフシーズンのテスト不足によってセットアップが決まらず、前半は苦戦するも、カタルニア以後は1997年シーズンのエースドライバーであったカルロス・サインツによる精力的なテストとチームの努力の結果、サスペンション・ジオメトリーの見直しによってトラクションは大幅に向上した。チームメイトのアルミン・シュヴァルツは成績不振のため、アルゼンチンでユハ・カンクネンと交代させられた。
ツール・ド・コルスではサインツがスバルのコリン・マクレーに7秒差の2位に入賞。そして、1997年WRCの前半戦最後のアクロポリスでは、サインツがカンクネンと共にWRC初勝利を1-2フィニッシュで達成すると、続く後半3戦目のインドネシアでもサインツ、カンクネンが1-2フィニッシュを挙げた。しかし、予算不足からライバルと比較して大々的なテストが行えず、低中速コースの多いヨーロッパのスプリントラリーでは、スバル、三菱に対してパワー不足は顕著で、後半戦ニュージーランドから投入した新スペックエンジンも起爆剤とはならなかった。この年のマニュファクチャラーズランキングはスバルに次ぐ2位。
1998年は次期マシンの準備のため開発がストップしていたが、熟成されたシャシー性能を生かし、サインツに代わってエースドライバーとなったカンクネンがモンテカルロ2位、アルゼンチン、アクロポリス、ハイスピードラリーで有名なフィンランドで3位に入賞している。その後、1998年WRC最終戦、ラリー・オブ・グレートブリテンで2位、3位に入賞した後、2年間のワークスマシンとしての役目を終えた。後継として翌年からフォード・フォーカスWRCが参戦した。